# Los Olmos
Los Olmos is een gemeente in de Spaanse provincie Teruel in de regio Aragón met een oppervlakte van 43,97 km². Los Olmos telt 127 inwoners (1 januari 2016).

## Demografische ontwikkeling
Bron: INE, 1857-2011: volkstellingen